# Bullshiter
Bullshiter est un verbe populaire québécois d'origine anglaise, dérivé du mot bullshit. Il signifie « dire des choses absurdes ou mensongères pour impressionner, éviter un sujet ou se sortir d'une situation délicate ». Il est couramment employé dans le français québécois pour désigner un comportement de vantardise ou de dissimulation par le langage. Il est également utilisé par Olivier Bernard dans plusieurs de ses ouvrages.

## Origine
L'origine du terme remonte à l'influence de l'anglais dans le français québécois, particulièrement en raison de la proximité culturelle et géographique avec les États-Unis. Le mot bullshit, qui signifie « foutaise » ou « mensonge », a été adapté en un verbe québécisé par ajout du suffixe -er, commun dans les emprunts linguistiques (ex.: to plug → plugger).

## Usage courant
Le verbe bullshit est utilisé principalement dans le langage familier québécois, souvent pour critiquer quelqu'un qui exagère ou ment de manière ostensible :[réf. souhaitée]
- « Arrête de bullshiter, tout le monde sait que t'exagères. »
- « Il a bullshité toute la soirée pour se rendre intéressant. »

## Influence culturelle
Dans la culture québécoise, bullshit a dépassé son statut d'anglicisme pour devenir un mot emblématique d'une certaine attitude québécoise vis-à-vis de l'autorité ou du paraître. Plusieurs humoristes québécois, tels que Mike Ward et Martin Matte, ont popularisé l'usage du terme dans leurs sketchs pour décrire des personnages fanfarons ou menteurs.
De plus, ce mot a été ajouté au Lexique québécois des mots non-parlementaires.